# Мирненська сільська рада (Горохівський район)
Ми́рненська сільська́ ра́да — адміністративно-територіальна одиниця та орган місцевого самоврядування в Горохівському районі Волинської області. Адміністративний центр — село Мирне.

## Загальні відомості
Мирненська сільська рада утворена в 1964 році.
- Територія ради: 34,23 км²
- Населення ради: 1270 осіб (станом на 2001 рік)
- Територією ради протікають річки Біла, Свинорийка

## Населені пункти
Сільраді підпорядковані населені пункти:
- с. Мирне
- с. Десятина

## Населення
Згідно з переписом УРСР 1989 року чисельність наявного населення сільської ради становила 1404 особи, з яких 640 чоловіків та 764 жінки.
За переписом населення України 2001 року в сільській раді мешкало 1267 осіб.

### Мова
Розподіл населення за рідною мовою за даними перепису 2001 року:
| Мова       | Відсоток |
| ---------- | -------- |
| українська | 98,58 %  |
| російська  | 0,79 %   |
| вірменська | 0,47 %   |
| білоруська | 0,16 %   |

## Склад ради
Рада складається з 12 депутатів та голови.
- Голова ради: Клибанська Зоя Володимирівна
- Секретар ради: Мельник Валентина Володимирівна

### Керівний склад попередніх скликань
| Прізвище, ім'я, по батькові  | Основні відомості                                                                                            | Дата обрання | Дата звільнення |
| ---------------------------- | --- | ------------ | --------------- |
| Годик Віктор Леонідович      | Сільський голова, 1976 року народження, член Соціалістичної партії України                                   | 26.03.2006   | 07.04.2009      |
| Шеремет Віталій Сергійович   | Сільський голова, 1792 року народження, безпартійний                                                         | 02.08.2009   | 31.10.2010      |
| Шеремет Віталій Сергійович   | Сільський голова, 1972 року народження, освіта вища, член Всеукраїнського об'єднання «Батьківщина»           | 31.10.2010   | 18.03.2012      |
| Клибанська Зоя Володимирівна | Сільський голова, 1959 року народження, освіта середня спеціальна, позапартійна                              | 18.03.2012   | 25.10.2015      |
| Клибанська Зоя Володимирівна | Сільський голова, 1959 року народження, освіта середня спеціальна, позапартійна, від Аграрної партії України | 25.10.2015   |                 |

Примітка: таблиця складена за даними сайту Верховної Ради України та ЦВК

### Депутати VII скликання
За результатами місцевих виборів 2015 року депутатами ради стали:

#### За суб'єктами висування
| Суб'єкт висування      | Кількість обраних депутатів | %     |
| ---------------------- | --------------------------- | ----- |
| Самовисування          | 10                          | 83.33 |
| Аграрна партія України | 2                           | 16.67 |

#### За округами
| № округу | Прізвище, ім'я, по батькові     | Ким висунуто           | Дата нар.  | Освіта              | Партійна приналежність | Відомості                          |
| -------- | ------------------------------- | ---------------------- | ---------- | ------------------- | ---------------------- | ---------------------------------- |
| 1        | Величко Святослав Петрович      | Самовисування          | 17.06.1971 | професійно-технічна | безпартійний           | ПОСП «Русь», енергетик             |
| 2        | Гребенюк Павло Олександрович    | Самовисування          | 07.01.1967 | загальна середня    | безпартійний           | ПОСП «Русь», водій                 |
| 3        | Курилко Алла Анатоліївна        | Самовисування          | 01.02.1984 | вища                | безпартійна            | ДНЗ «Зернятко», вихователь         |
| 4        | Мельник Валентина Володимирівна | Аграрна партія України | 14.10.1984 | професійно-технічна | безпартійна            | Сільська рада, секретар            |
| 5        | Возняк Віталія Борисівна        | Самовисування          | 24.03.1979 | професійно-технічна | безпартійна            | ПОСП «Русь», різноробочий          |
| 6        | Сенюк Леонід Зіновійович        | Самовисування          | 10.03.1968 | загальна середня    | безпартійний           | ПОСП «Русь», водій                 |
| 7        | Рихва Степан Степанович         | Самовисування          | 09.05.1982 | професійно-технічна | безпартійний           | ПОСП «Русь», завідувач током       |
| 8        | Курілко Зінаїда Олександрівна   | Самовисування          | 20.10.1971 | професійно-технічна | безпартійна            | Підприємець, приватний підприємець |
| 9        | Джигалюк Людмила Миколаївна     | Аграрна партія України | 13.11.1983 | вища                | безпартійна            | Сільська рада, головний бухгалтер  |
| 10       | Годик Валентина Миколаївна      | Самовисування          | 17.04.1984 | загальна середня    | безпартійна            | Не працює                          |
| 11       | Дудка Валентина Миколаївна      | Самовисування          | 26.02.1964 | загальна середня    | безпартійна            | Не працює                          |
| 12       | Майко Оксана Олександрівна      | Самовисування          | 23.06.1984 | професійно-технічна | безпартійна            | Відділення зв'язку, листоноша      |